# ناحیه پنجکنت
ناحیۀ پنجکنت یا ناحیۀ پنجه‌کند (به تاجیکی: Ноҳияи Панҷакент) یکی از ناحیه‌های اداری ولایت سغد در تاجیکستان است و در شمال جمهوری تاجیکستان جای دارد. مرکز این ناحیه، جماعت پنجکنت است که در ۲۷۰ کیلومتری جنوب غرب خجند قرار دارد. از این شهر تا شهر دوشنبه ۲۴۰ کیلومتر راه‌است.

## تقسیمات
| جماعت‌های ناحیهٔ پنجکنت |       |
| جماعت                 | جمعیت |
| سرزم                  |       |
| خرمی                  | ۷۹۴۳  |
| امان‌دره               | ۱۰۴۸۶ |
| خلیفه حسن             |       |
| سویینه                | ۱۰۲۵۳ |
| یاری                  |       |
| فراب                  | ۶۱۸۸  |
| مغیان                 | ۱۵۲۷۱ |
| کاسه‌تراش              | ۱۴۴۲۱ |
| کالخازچیان            | ۱۴۴۱۶ |
| رودکی                 | ۱۵۰۵۹ |
| چنار                  | ۵۳۸۴  |
| شنگ                   | ۹۵۹۵  |
| وارو                  | ۹۹۶۸  |